# Ramón González (piłkarz)
Ramón González – piłkarz paragwajski, obrońca.
Wziął udział w turnieju Copa América 1921, gdzie Paragwaj zajął ostatnie, czwarte miejsce. González zagrał we wszystkich trzech meczach - z Urugwajem, Brazylią i Argentyną.
Rok później wziął udział w turnieju Copa América 1922, gdzie Paragwaj został wicemistrzem Ameryki Południowej. González zagrał jedynie w ostatnim meczu - decydującym o mistrzowskim tytule barażu z Brazylią.